# Their Social Splash
Their Social Splash er en amerikansk stumfilm fra 1915.

## Medvirkende
- Slim Summerville som Harold.
- Dixie Chene som Gladys.
- Charles Murray som Hogan.
- Polly Moran som Polly.
- Frank Hayes.